# Емельянов, Александр Сергеевич
Александр Сергеевич Емельянов (30 октября 1932, Харьков — 10 мая 2014) — советский учёный, доктор экономических наук, профессор, член-корреспондент НАНУ (Отделение экономики, экономика и организация строительства, 12.1979), член УСДП (с 1998); Союз независимых предпринимателей Украины, председатель (с 11.1992).

## Биография
Родился 30 октября 1932 года в семье военнослужащего (город Харьков); русский; женат, имеет ребёнка.

### Образование
- Харьковский инженерно-экономический институт (1955), инженер-экономист;
- кандидатская диссертация «Эффективность интенсификации производства (в условиях гидродобычи угля)» (Харьковский инженерно-экономический институт, 1962);
- докторская диссертация «Проблемы анализа и экономического проектирования производства (на примере угольной промышленности Донбасса)».

Член КПСС 1964-91; депутат районного и городского Советов.

## Этапы биографии
Народный депутат Украины 1 созыва с 03.1990 (2-й тур), Сосновский выб. окр. № 417, Черкасская область. Член Комиссии по вопросам экономической реформы и управления народным хозяйством.
- С 1955 — работа в угольной промышленности, Пермская область; сотрудник Угольного НИИ РСФСР.
- С 1959 — преподаватель, аспирант Харьковского инженерно-экономического института.
- С 1960 — главный специалист Института горного дела, город Донецк.
- С 1962 — начальник отдела по вопросам управления и математических методов Укрсовнархоза.
- 1965—1971 — директор Украинского филиала НИИ планирования и нормативов при Госплане СССР, город Киев.
- 1971—1987 — директор Экономического НИИ Госплана УССР; член коллегии Госплана УССР.
- С 1987 — директор НИИ экономики и организации материально-технического снабжения при Госснабе СССР, член коллегии Госснаба, город Москва.
- 1989—1990 — заместитель председателя Госплана УССР.
- С 1991 — первый заместитель председателя Госэкономсовета при Кабинете Министров Украины.
- 02.-11.1992 — государственный советник Украины по вопросам экономической политики, председатель Коллегии по вопросам экономики Государственной думы Украины.
- 08.1992-11.1992 — член Координационного совета по вопросам экономической реформы на Украине.
- 11.1992-06.1993 — советник президента Украины по вопросам науки, председатель Комиссии президента по вопросам науки;
- с 06.1993 — внештатный советник президента Украины по вопросам предпринимательства.
- С 1998 — советник Института украинско-российских отношений при Совете национальной безопасности и обороны Украины.

В 1990—1992 гг. возглавлял разработку программ, связанных с переходом к рыночной экономике, в частности «Основ национальной экономической политики» (принят Верховной Радой Украины, 1992).

## Награды
- Орден «Знак Почета» (1971);
- Орден Трудового Красного Знамени (1982);
- шесть медалей;
- Почётная грамота Президиума Верховного Совета УССР;
- Орден «За заслуги» ІІІ степени (08.1997).

## Научные труды
Автор более 240 научных работ, 20 книг.
Автор системы эконометрических моделей «Украина».